# فالي دي لا سيرينا
بلدية فالي دي لا سيرينا (بالإسبانية: Valle de la Serena)‏, هي إحدى بلديات مقاطعة بطليوس, التي تقع في منطقة إكستريمادورا, والتي تقع في غرب إسبانيا.
يبلغ عدد سكانها 1.532 نسمة وفقاً لإحصائية سنة (2002).